# Крюгель, Альбрехт
Альбрехт Крюгель (нем. Albrecht Krügel; 22 апреля 1913, Нордхорн, Бентхайм — 16 марта 1945, близ Штеттина) — оберштурмбаннфюрер войск СС, кавалер Рыцарского креста Железного креста с Дубовыми листьями.

## Карьера
В начале 1931 года вступает в НСДАП (№419297) и СС (№11433). В 1935 году окончил юнкерскую школу в Брауншвейге. 20 апреля 1936 получает звание унтерштурмфюрера СС.
Участвует в Польской и Французской кампаниях, потом на Восточном фронте.
29 марта 1943 года назначен командиром 2-го батальона полка СС «Нордланд» в составе дивизии СС «Викинг». Вскоре переведён на северный участок фронта в полк СС «Норге» в составе дивизии СС «Нордланд».С 10 апреля 1944 по 1 марта 1945 командует 24-м полком СС «Данмарк» в составе всё той же дивизии СС.
Погиб в бою в районе вокзала вблизи Штеттина.

## Награды
- Нагрудный штурмовой пехотный знак в серебре
- Медаль «В память 13 марта 1938 года»
- Медаль «В память 1 октября 1938 года»
- Железный крест 2-го класса
- Железный крест 1-го класса
- Немецкий крест в золоте (10 января 1943)
- Рыцарский крест (12 марта 1944)
  - с Дубовыми листьями (16 ноября 1944)